# Железнодорожная станция Железна студенка
Железнодорожный вокзал Братислава-Железна студенка — железнодорожная станция в районе Братислава IV, Братиславы, Словакия. До 1951 называлась «Братислава-Красный мост», до 1947 «Красный мост». Расположена в микрорайоне Железна студенка, малопосещаемая. Поезда останавливаются несколько раз в день, утром и днём. Имеется билетная касса. Станция расположена в живописном Братиславском лесном парке, пути пролегают через мост над рекой Выдрица. Изначально мост был арочными, из красного кирпича, но в конце Второй мировой войны был уничтожен и заменён на железно-каркасный. Однако, опоры, выложенные красным камнем уцелели, поэтому название моста сохранили. Мост расположен вблизи завода по производству снарядов, который был связан с основной станцией Железна студенка двухкилометровой канатной дорогой. Сейчас используется в основном туристами и велосипедистами.